# Mart Saar
Pour les articles homonymes, voir Saar.
Mart Saar, né le 16 septembre 1882 à Hüpassaare (et) et mort le 28 octobre 1963 à Tallinn, est un compositeur, organiste et folkloriste estonien.

## Biographie

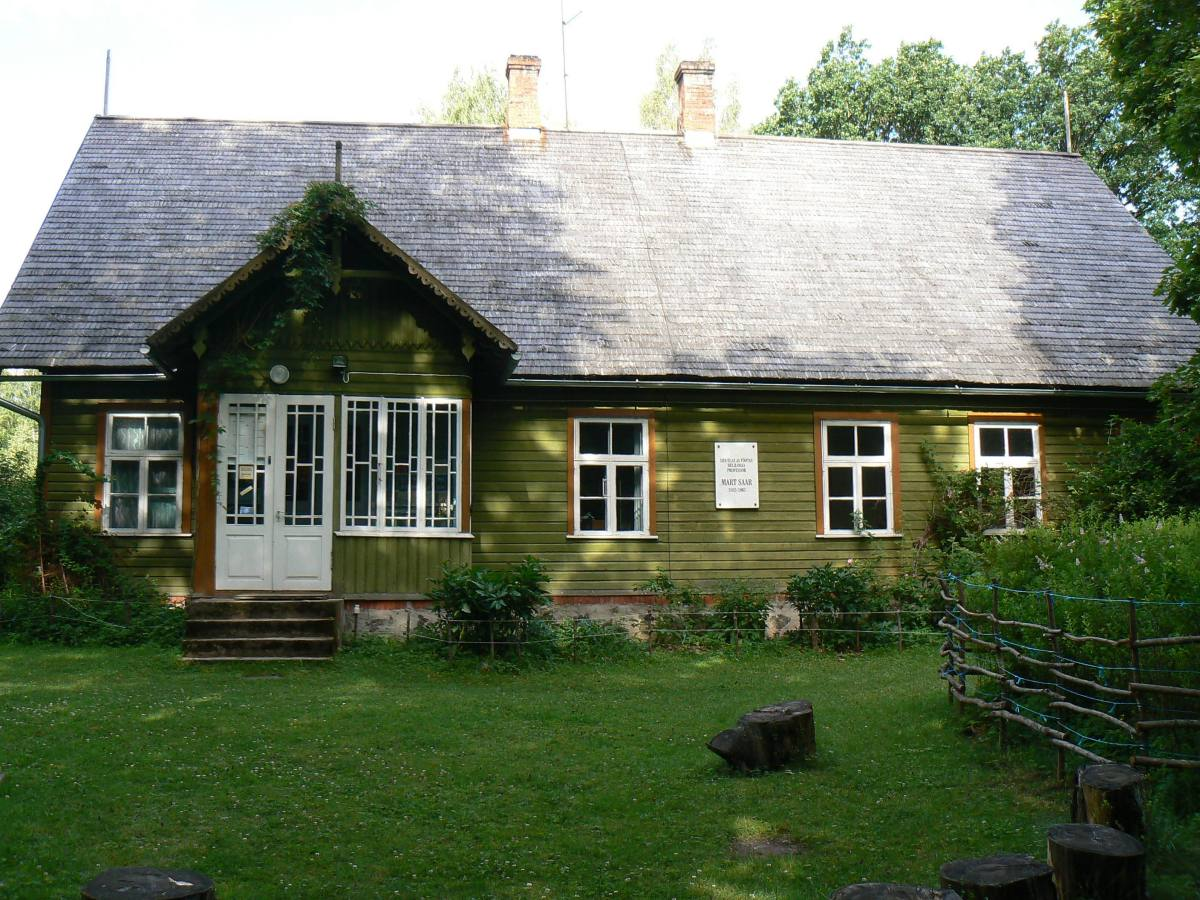
Lieu de naissance de Mart Saar.

Saar nait le 16 septembre 1882 dans le petit arrondissement de Hüpassaare (maintenant à Karjasoo (en), Suure-Jaani ), comté de Viljandi, dans ce qui est maintenant l'Estonie. Son père était employé dans l'entreprise forestière. Il est l'aîné de quatre frères et sœurs : Anna (1885–1968), Hans (1895–1979) et Jaan (1897–1898). Il fait ses études à l'école du village de Kaansoo (en) et à l'école de Suure-Jaani. Son professeur de musique à l'école paroissiale de Suure-Jaani est Joosep Kapp, le père d'Artur Kapp, un autre compositeur estonien célèbre. Le père de Saar était un organiste talentueux qui lui donnait des cours à la maison.
En 1901, Saar quitte le domicile familial pour étudier la musique au Conservatoire de Saint-Pétersbourg où il a pour professeurs Rimski-Korsakov et Anatoly Lyadov. Il obtient son diplôme en 1908 mais choisit de poursuivre ses études. Après avoir été diplômé en 1911, il devient professeur de musique à Tartu. Dix ans plus tard, en 1921, il s'installe à Tallinn, en Estonie, tant que compositeur et organiste indépendant. Il enseigne de 1943 à 1956 au conservatoire de Tallin. Il passe ses étés dans son quartier natal de Hüpassaare.
En août 1915 il épouse Elise Paalmann. Le couple aura deux enfants : une fille Heli (1917–1975) et un fils, Ülo (1927–1945). Le mariage se termine par un divorce lorsqu'Elise déménage aux États-Unis en 1937, s'attendant initialement à ce que Saar la rejoigne. Cependant, Saar décide qu'il ne souhaite pas quitter l'Estonie. Saar épousera plus tard Magda Elisabeth Takk et aura une autre fille nommée Tuuli.
Il meurt à Tallinn le 28 octobre 1963.

## Style
Au début de sa carrière, Saar est influencé par la musique européenne du début du XIXe siècle.
Plus tard dans sa vie Saar combine la musique folklorique estonienne avec des sons plus contemporains. Il ajoute des voix dans ses symphonies. En plus de composer, Saar a également écrit les paroles de certaines de ses chansons. Généralement ces paroles expriment un amour pour l'Estonie et pour la nature. Elles abordent également la brièveté de la vie. Les textes de Saar ont été comparés à la poésie d'Anna Haava et de Juhan Liiv .

## Œuvres choisies

### Chœur mixte
- Põhjavaim (Esprit du Nord)
- Seitse Sammeldunud Sängi (Sept tombes recouvertes de mousse)
- Oh Kodumaa (Oh, ma patrie)
- Mis Sa Nutad, tammekene? (Pourquoi pleures-tu, chêne?)
- Kõver Kuuseke (Sapin tordu)
- Mälestus (Un souvenir)
- Allik

### Chœur d'hommes
- Küll ma Laulaks (Je chanterais)

### Chœur de femmes
- Päikesele (Au soleil)

### Chansons
- Must Lind (Oiseau noir)
- Lauliku Talveüksindus (Solitude hivernale du chanteur)

### Musique pour piano
- 20 Rahvaviisi (20 chansons folkloriques)
- Eesti Süidid (Suites estoniennes)
- Prelüüd ja Fuuga G-duur (Prélude et fugue en sol)
- Humoresk (Humoresque)
- Skizze (Préludes)